# Geroy Asfalta
Albums de Ария
С Кем Ты? Игра с огнём
Герой Асфальта (Geroy Asfal'ta, qui veut dire « Héros de l'Asphalte ») est le troisième album du groupe de heavy metal russe Ария. Cet album est celui qui a eu le plus de succès et qui a permis au groupe de se faire connaître et reconnaître par le public, c'est le premier album produit par un label. Encore une fois, cet album paraît un an après le précédent mais ne comporte que 6 chansons, contrairement aux 2 premiers albums qui en avait 8. Les paroles sont exclusivement écrites par M. Pushkina.

## Traclist
| N° | Titre                         | Translittération GOST 7.79 System B | Traduction                         | Parolier | Durée |
| -- | ----------------------------- | ----------------------------------- | ---------------------------------- | -------- | ----- |
| 1  | На Службе Силы Зла            | Na Sluzhbe Sily Zla                 | Au Service des Forces du Mal       | Pushkina | 7:10  |
| 2  | Герой Асфальта                | Geroj Asfal'ta                      | Héros de l'Asphalte                | Pushkina | 5:11  |
| 3  | Мертвая Зона                  | Myortvaya Zona                      | Zone Morte                         | Pushkina | 6:43  |
| 4  | 1100                          | Tysyacha Sto                        | 1100                               | Pushkina | 4:55  |
| 5  | Улица Роз                     | Ulicza Roz                          | Rue des Roses                      | Pushkina | 5:56  |
| 6  | Баллада о Древнерусском Воине | Ballada o Drevnerusskom Voine       | Ballade d'un Ancien Guerrier Russe | Pushkina | 8:31  |

## Membres du groupe en 1987
- Valery Kipelov - Chant
- Vladimir Kholstinin - Guitare
- Sergey Mavrin - Guitare
- Vitaly Dubinin - Basse
- Maxim Udalov - Batterie